# Cicha Orlica
Cicha Orlica (cz. Tichá Orlice) – rzeka w Czechach, w Sudetach, lewy dopływ Orlicy w dorzeczu Łaby, w zlewisku Morza Północnego.

## Przebieg

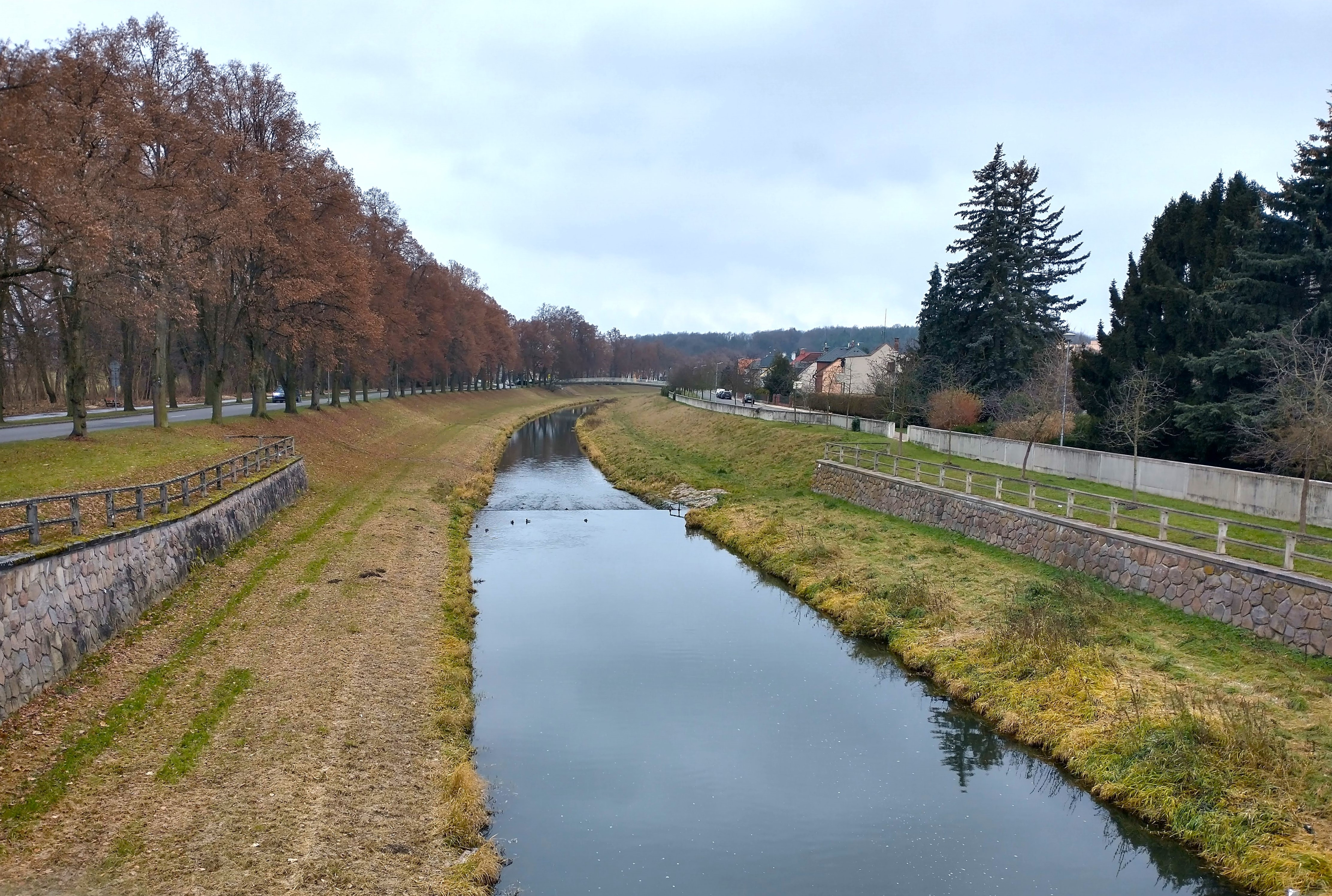
Cicha Orlica w Chocni

Źródło rzeki znajduje się na czesko-morawskiej granicy u północno-zachodniego podnóża Jerzabu (cz  Jeřábu, na wysokości ok. 760 m n.p.m.) w Hanušovicke vrchovinie. Płynie na zachód przez Górne Orlice (cz  Horní Orlice), Dolne Orlice (cz  Dolní Orlice), skręca na północny zachód, mijając od południowego zachodu Králíky, z powrotem skręca na zachód, przyjmuje z prawej strony Lipkovský potok, płynie przez Lichkov do Mladkova. W Mladkovie skręca na południe. Mija Těchonín i Jablonné nad Orlicí, oddzielając masyw Bukovohorske hornatiny od Mladkovske vrchoviny w czeskiej części Gór Orlickich oraz od Žamberske pahorkatiny na Pogórzu Orlickim (cz  Podorlická pahorkatina). Oddziela najwyższą górę w Bukowogórskiej Wysoczyźnie (cz  Bukovohorska Hornatina) Suchy Wierch (cz  Suchý Vrch) od właściwego grzbietu Gór Orlickich. Przebiegała tędy historyczna ziemska granica pomiędzy Czechami i Morawami. Odcinek w okolicy Jablonné nad Orlicí ma większe katarakty z falami, koryto rzeki jest kamieniste. Z lewej strony przyjmuje Těchonínský potok, Černovický potok, Jamnenský potok, Orličský potok, Čenkovičkę i Čermną. Z Jablonného nad Orlicí do Chocně rzeka pomału spływa na północny zachód, przez głęboką, zalesioną i miejscami rozszerzającą się dolinę. Koryto rzeki jest, miejscami, kamieniste. Rzeka płynie przez Verměřovice i Letohrad, gdzie wpada doń z prawej Lukavický potok. W Letohradzie znów skręca na południowy zachód i wpływa na obszar Płyty Orlickiej (cz  Orlická tabule). Płynie przez miejscowości: Červená, Dolní Dobrouč, Lanšperk, Černovír, Dolní Libchavy, Ústí nad Orlicí. Z lewej strony wpada Dobroučka, a z prawej Libchavský potok. W Ústí nad Orlicí z lewej strony wpływa doń lewy dopływ Třebovka, a sama Cicha Orlica płynie odtąd na zachód krętą i przeważnie głęboko wciętą doliną. Mija Brandýs nad Orlicí i Choceň. Za tym ostatnim miastem rzeka wypływa z gór, zmienia kierunek na północno-zachodni, jej dolina rozszerza się, a ona sama płynie szeroką równiną wśród łąk. Rzeka tworzy wiele zakrętów, a dno rzeki zmienia się z kamienistego w gliniaste i piaszczyste koryto. Miejscami występują przybrzeżne plaże zalecane do kąpania i opalania się. Mija kilka mniejszych wsi i przysiółków, miasteczko Borohrádek i na wysokości miejscowości Albrechtice nad Orlicí łączy się z Dziką Orlicą (cz  Divoká Orlice) w drugą co do wielkości rzekę wschodnich Czech – Orlicę (cz  Orlice).

## Parametry
Szerokość koryta wynosi od 5 m w górnym odcinku do 10 m w dolnym odcinku. Średnia prędkość nurtu wynosi 6 km/h. Rzeka przy wysokich stanach wody, na odcinku w okolicy Lichkova jest niespokojna, dolna część biegu rzeki tworzy meandry.

## Plany
W nadchodzących latach planowane jest wyprostowanie biegnącej wzdłuż rzeki jednej z najstarszych w Czechach linii kolejowej Kolín – Česká Třebová, która po modernizacji ma przebiegać planowanymi do realizacji tunelami.